# Jürg Boller
Jürg Boller (* 7. September 1940 in Genf) ist ein ehemaliger Radrennfahrer aus der Schweiz und Schweizer Meister im Radsport.

## Sportliche Laufbahn
Boller begann 1958 mit dem Radsport. Mit dem zweiten Platz beim Amateurrennen der Meisterschaft von Zürich 1960 schaffte er die Qualifikation in die damalige A-Klasse der Amateure in der Schweiz. Zuvor hatte er bereits mehrere nationale Rekorde in Kurzstreckenwettbewerben auf der Bahn aufgestellt. 1960 erhielt er auch seine erste Berufung in die Nationalmannschaft, er startete beim britischen Milk Race. 1961 wurde er Vize-Meister im Sprint hinter Kurt Rechsteiner und qualifizierte sich damit für die UCI-Bahn-Weltmeisterschaften. Er bestritt weiterhin auch Strassenrennen und wurde für die Schweiz u. a. bei der Jugoslawien-Rundfahrt eingesetzt. Ab 1962 konzentrierte er sich stärker auf den Bahnradsport. Er gewann die Meisterschaft im Sprint der Amateure und konnte den Titel in den folgenden beiden Jahren verteidigen. Bis 1964 nahm er im Sprint auch an den UCI-Bahn-Weltmeisterschaften teil.